# Гилларс, Милдред
Милдред Элизабет Гилларс (англ. Mildred Elizabeth Gillars) (1900—1988) — американская радиоведущая, нанятая нацистской Германией для распространения пропаганды от стран Оси во время Второй мировой войны.

## Биография
Также была известна как Милдред Сиск, Аксис Салли. Получила известность в качестве радиоведущей «Родина, любимая Родина», в эфире которой использовала записи американских пленных американских солдат, в том числе содержащихся в концлагерях. После её захвата в послевоенном Берлине она стала первой женщиной, осуждённой за государственную измену Соединённым Штатам. В марте 1949 года её приговорили к тюремному заключению, вышла из тюрьмы в 1961 году.

## В искусстве
- Американский предатель: суд над Салли Оси[англ.] — кинофильм 2021 года.